# Список прем'єр-міністрів Киргизстану
У статті подано список голів уряду Киргизстану від моменту створення Киргизької АРСР 1926 року до сьогодення.

## Голови Ради народних комісарівКиргизької АРСР
| Порядок | Ім'я             | Зображення | Початок повноважень | Завершення повноважень |
| ------- | ---------------- | ---------- | ------------------- | ---------------------- |
| 1       | Юсуп Абдрахманов |            | 12 березня 1927     | 27 вересня 1933        |
| 2       | Баяли Ісакеєв    |            | 27 вересня 1933     | 5 грудня 1936          |

## Голови урядуКиргизької РСР
| Порядок                        | Ім'я              | Зображення | Початок повноважень | Завершення повноважень |
| ------------------------------ | ----------------- | ---------- | ------------------- | ---------------------- |
| Голови Ради народних комісарів |                   |            |                     |                        |
| 1                              | Баяли Ісакеєв     |            | 5 грудня 1936       | 8 вересня 1937         |
| 2                              | Мурат Саліхов     |            | 8 вересня 1937      | 15 лютого 1938         |
| в. о.                          | Ісмаїл Абузяров   |            | 15 лютого 1938      | 27 квітня 1938         |
| в. о.                          | Іван Ребров       |            | 27 квітня 1938      | 19 липня 1938          |
| 3                              | Турабай Кулатов   |            | 19 липня 1938       | 14 листопада 1945      |
| 4                              | Ісхак Раззаков    |            | 14 листопада 1945   | 28 березня 1946        |
| Голови Ради міністрів          |                   |            |                     |                        |
| 4                              | Ісхак Раззаков    |            | 28 березня 1946     | 10 липня 1950          |
| 5                              | Абди Суєркулов    |            | 10 липня 1950       | 6 березня 1958         |
| 6                              | Кази Дікамбаєв    |            | 6 березня 1958      | 10 травня 1961         |
| 7                              | Болот Мамбетов    |            | 10 травня 1961      | 23 січня 1968          |
| 8                              | Ахматбек Суюмбаєв |            | 23 січня 1968       | 22 грудня 1978         |
| 9                              | Султан Ібраїмов   |            | 22 грудня 1978      | 4 грудня 1980          |
| в. о.                          | Петро Ходос       |            | 4 грудня 1980       | 14 січня 1981          |
| 10                             | Арстанбек Дуйшеєв |            | 14 січня 1981       | 20 травня 1986         |
| 11                             | Апас Джумагулов   |            | 20 травня 1986      | 21 січня 1991          |

## Прем'єр-міністриКиргизької Республіки
| Порядок | Ім'я                     | Зображення | Початок повноважень | Завершення повноважень |
| ------- | ------------------------ | ---------- | ------------------- | ---------------------- |
| 1       | Насирдін Ісанов          |            | 21 січня 1991       | 29 листопада 1991      |
| в. о.   | Андрій Йордан            |            | 29 листопада 1991   | 10 лютого 1992         |
| 2       | Турсунбек Чингишев       |            | 10 лютого 1992      | 13 грудня 1993         |
| в. о.   | Алмамбет Матубраїмов     |            | 13 грудня 1993      | 14 грудня 1993         |
| 3       | Апас Джумагулов          |            | 14 грудня 1993      | 14 березня 1998        |
| 4       | Кубаничбек Жумалієв      |            | 14 березня 1998     | 23 грудня 1998         |
| в. о.   | Борис Силаєв             |            | 23 грудня 1998      | 25 грудня 1998         |
| 5       | Жумабек Ібраїмов         |            | 25 грудня 1998      | 4 квітня 1999          |
| в. о.   | Борис Силаєв             |            | 4 квітня 1999       | 12 квітня 1999         |
| 6       | Амангельди Муралієв      |            | 12 квітня 1999      | 21 грудня 2000         |
| 7       | Курманбек Бакієв         |            | 21 грудня 2000      | 22 травня 2002         |
| 8       | Микола Танаєв            |            | 22 травня 2002      | 25 березня 2005        |
| 9       | Курманбек Бакієв         |            | 25 березня 2005     | 15 серпня 2005         |
| в. о.   | Медетбек Керимкулов      |            | 20 червня 2005      | 10 липня 2005          |
| 10      | Фелікс Кулов             |            | 15 серпня 2005      | 29 січня 2007          |
| 11      | Азімбек Ісабеков         |            | 29 січня 2007       | 29 березня 2007        |
| 12      | Алмазбек Атамбаєв        |            | 29 березня 2007     | 28 листопада 2007      |
| в. о.   | Іскендербек Айдаралієв   |            | 28 листопада 2007   | 24 грудня 2007         |
| 13      | Ігор Чудінов             |            | 24 грудня 2007      | 21 грудня 2009         |
| 14      | Даніяр Усенов            |            | 21 грудня 2009      | 7 квітня 2010          |
| в. о.   | Роза Отунбаєва           |            | 7 квітня 2010       | 17 грудня 2010         |
| 15      | Алмазбек Атамбаєв        |            | 17 грудня 2010      | 1 грудня 2011          |
| в. о.   | Омурбек Бабанов          |            | 23 вересня 2011     | 14 листопада 2011      |
| 16      | Омурбек Бабанов          |            | 1 грудня 2011       | 1 вересня 2012         |
| в. о.   | Аали Карашев             |            | 1 вересня 2012      | 5 вересня 2012         |
| 17      | Жанторо Сатибалдієв      |            | 5 вересня 2012      | 25 березня 2014        |
| 18      | Джоомарт Оторбаєв        |            | 25 березня 2014     | 1 травня 2015          |
| 19      | Темір Сарієв             |            | 1 травня 2015       | 13 квітня 2016         |
| 20      | Сооронбай Жеенбеков      |            | 13 квітня 2016      | 22 серпня 2017         |
| в. о.   | Мухамметкалий Абулгазієв |            | 22 серпня 2017      | 25 серпня 2017         |
| 21      | Сапар Ісаков             |            | 25 серпня 2017      | 19 квітня 2018         |
| 22      | Мухамметкалий Абулгазієв |            | 19 квітня 2018      | 15 червня 2020         |
| 23      | Улугбек Марипов          |            | 3 лютого 2021       | 5 травня 2021          |

|}